# Stanisław Künstler

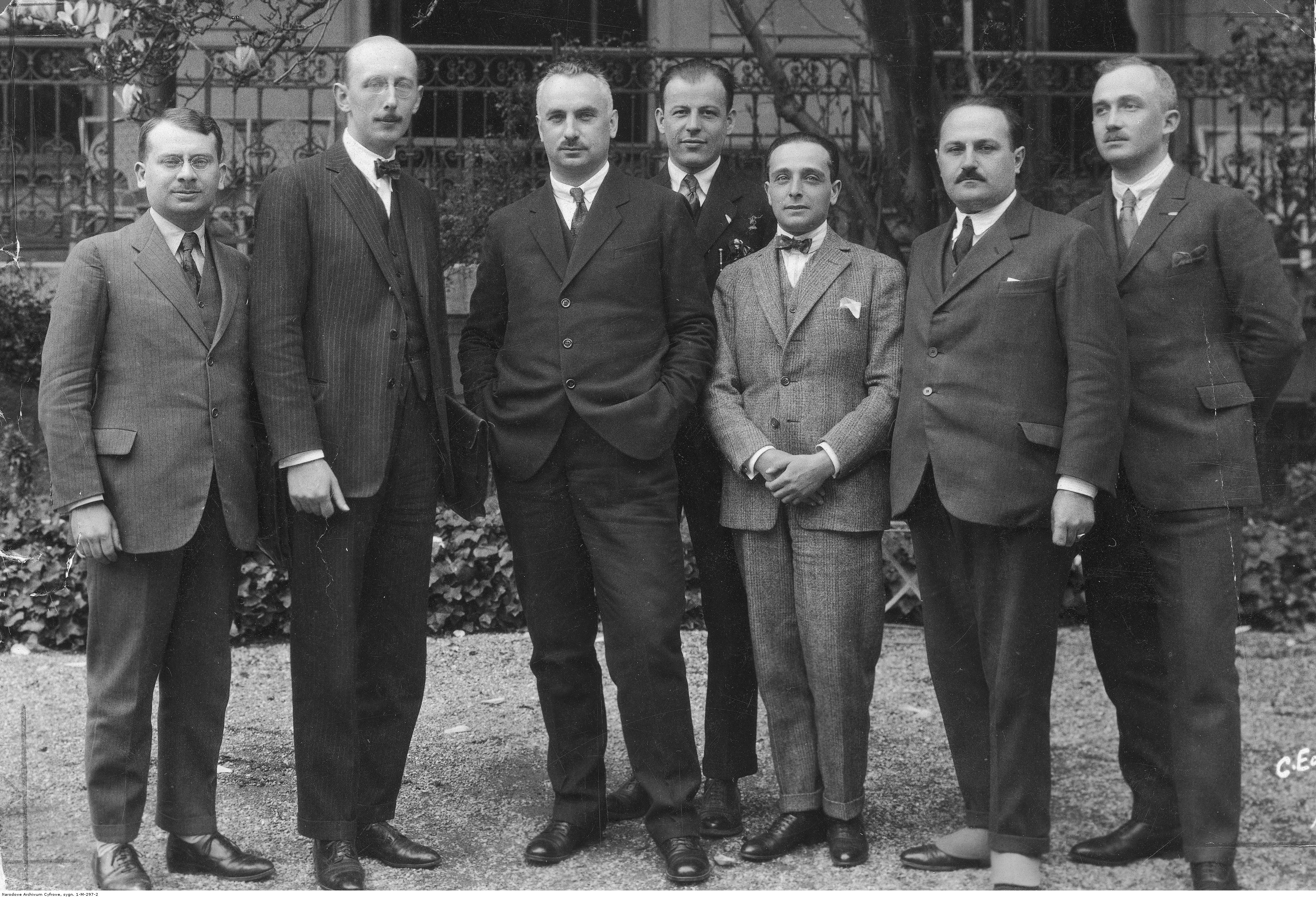
Członkowie delegacji polskiej, która wzięła udział w międzynarodowej konferencji w sprawie kontroli handlu bronią i amunicją w Genewie (maj 1925). Od lewej: Tytus Komarnicki, Kajetan Dzierżykraj-Morawski, Kazimierz Sosnkowski, Stanisław Kunstler, Tadeusz Gwiazdoski, Leon Chrzanowski

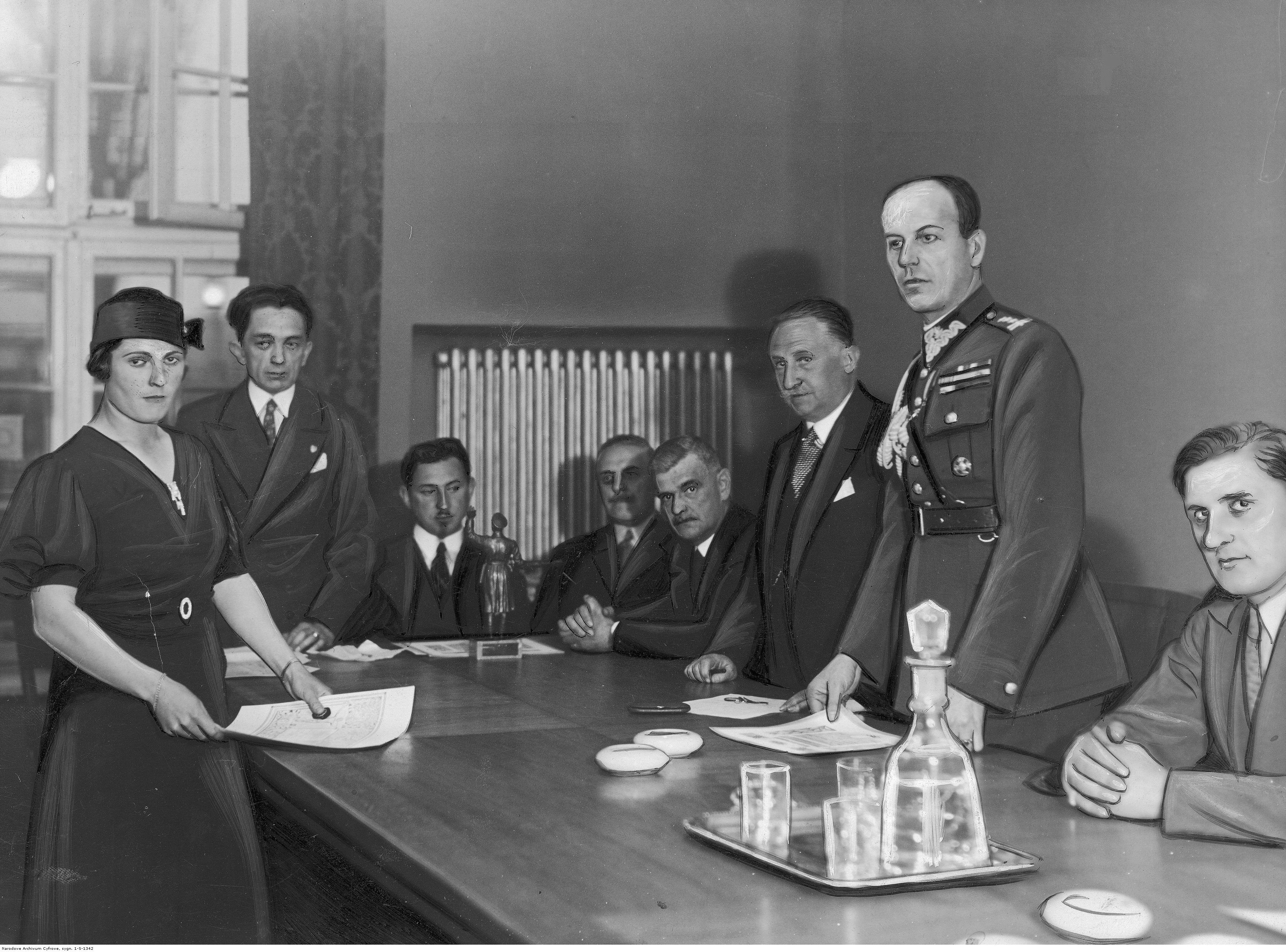
Płk Stanisław Künstler jako członek władz PZŁ wręcza nagrodę panczenistce Helenie Łukasik; kwiecień 1934

Stanisław Künstler (ur. 2 maja 1892 w Józefowie, zm. 4 stycznia 1971 w Londynie) – pułkownik doktor Wojska Polskiego, kawaler Orderu Virtuti Militari. Naczelny Wódz generał broni Władysław Anders mianował go generałem brygady ze starszeństwem z 1 stycznia 1964 roku w korpusie generałów.

## Życiorys
Był synem Jana. Od sierpnia 1914 do września 1917 walczył w Legionach Polskich. Był m.in. oficerem 1 pułku artylerii. 25 maja 1915 awansował na chorążego, a 1 grudnia 1915 na podporucznika. Latem 1917, po kryzysie przysięgowym, wcielony został do cesarskiej i królewskiej armii, w której ukończył szkołę oficerską.
W okresie od stycznia 1920 do września 1921 był słuchaczem I Kursu Normalnego Wyższej Szkoły Wojennej w Warszawie. W tym czasie (od kwietnia do grudnia 1920) pełnił służbę w Oddziale III Operacyjnym Naczelnego Dowództwa Wojska Polskiego na stanowisku szefa Sekcji „Wschód”. 6 września 1921, po ukończeniu kursu i „przyznaniu pełnych kwalifikacji do służby na stanowiskach Sztabu Generalnego”, przydzielony został na stanowisko szefa sztabu 5 Dywizji Piechoty we Lwowie, pozostając oficerem nadetatowym 2 pułku artylerii polowej Legionów w Kielcach. 17 maja 1922 roku odznaczono go orderem wojskowym „Virtuti Militari" V klasy. 27 września 1923 roku został przeniesiony do Oddziału II Sztabu Generalnego w Warszawie. Zajmował w nim stanowisko kierownika Referatu Ogólnego, a od lutego 1925 – kierownika Samodzielnego Referatu Ligi Narodów. W październiku 1927 wyznaczony został na stanowisko zastępcy dowódcy 1 pułku artylerii ciężkiej, stacjonującego w Twierdzy Modlin. 22 marca 1929 został przesunięty na stanowisko dowódcy pułku. W czerwcu 1931 został I oficerem sztabu inspektora armii we Lwowie. W marcu 1937 został oficerem do zleceń II Wiceministra Spraw Wojskowych i szefa Administracji Armii, gen. bryg. Aleksandra Litwinowicza. W sierpniu 1938 wyznaczony został na stanowisko dowódcy 3 Grupy Artylerii w Grodnie. Rok później, w sierpniu 1939, objął stanowisko dowódcy artylerii Armia „Prusy”.
W okresie II RP został osadnikiem wojskowym w kolonii Wola Korybutowiecka (osada Gniłowa, gmina Wiśniowiec, powiat krzemieniecki).
W trakcie kampanii wrześniowej 27 września 1939 we wsi Wołoczuchy (Wołczuchy) k. Gródka Jagiellońskiego dostał się do niewoli sowieckiej, gdy z częścią sztabu gen. Dąb-Biernackiego kierował się na południe. Sowieci przesłuchiwali go najpierw w Winnikach, by następnie przez Tarnopol przewieźć do obozu przejściowego we Frydrychówce. Po kilku dniach pobytu w obozie przejściowych został przewieziony do obozu w Putywlu. Od 1940 był osadzony w obozie jenieckim NKWD w Griazowcu. Stamtąd 10 października 1940 został przewieziony do Moskwy. W 1941 był osadzony w moskiewskim więzieniu Butyrki. W sierpniu 1941, po zawarciu układu Sikorski-Majski oraz podpisaniu umowy wojskowej z ZSRR i ogłoszeniu „amnestii” dla obywateli polskich w ZSRR, zwolniony został z więzienia i wcielony do Polskich Sił Zbrojnych w ZSRR, w których powierzono mu stanowisko dowódcy artylerii. W październiku 1942 został oficerem łącznikowym przy brytyjskim Dowództwie Persja-Irak. W październiku 1943 wyznaczony został na stanowisko zastępcy szefa sztabu Armii Polskiej na Wschodzie, a w marcu 1944 szefa sztabu Dowództwa Jednostek Wojskowych na Środkowym Wschodzie. Od kwietnia 1945 do lipca 1947 zajmował stanowisko dowódcy Jednostek Terytorialnych w Egipcie. 
Po demobilizacji pozostał na emigracji. Naczelny Wódz generał broni Władysław Anders mianował go generałem brygady ze starszeństwem z 1 stycznia 1964 roku w korpusie generałów. Mieszkał w Londynie, gdzie zmarł 4 stycznia 1971 roku.

## Ordery i odznaczenia
- Krzyż Srebrny Orderu Wojskowego Virtuti Militari[17] nr 7519 – 17 maja 1922[18][4]
- Krzyż Niepodległości (6 czerwca 1931)[19]
- Krzyż Oficerski Orderu Odrodzenia Polski
- Krzyż Walecznych (dwukrotnie)[17]
- Złoty Krzyż Zasługi z Mieczami
- Złoty Krzyż Zasługi (29 kwietnia 1925)[20]
- Medal Pamiątkowy za Wojnę 1918–1921[17]
- Medal Dziesięciolecia Odzyskanej Niepodległości[17]
- Odznaka Pamiątkowa Generalnego Inspektora Sił Zbrojnych (12 maja 1936)
- Komandor Orderu Korony Rumunii (Rumunia)[17]
- Oficer Orderu Legii Honorowej (Francja, 24 czerwca 1929)[21]
- Kawaler Orderu Leopolda (Belgia)[22]
- Order Trzech Gwiazd (Łotwa)[17]